# Kabupaten Buleleng
Kabupaten Buleleng är ett kabupaten i Indonesien.   Det ligger i provinsen Provinsi Bali, i den sydvästra delen av landet, 900 km öster om huvudstaden Jakarta. Antalet invånare är 624 125. Arean är 1 366 kvadratkilometer. Kabupaten Buleleng ligger på ön Bali.
Terrängen i Kabupaten Buleleng är varierad.